# Filosofia concreta
A filosofia concreta é o conceito filosófico proposto pelo filósofo francês Gabriel Marcel.
A metodologia filosófica de Marcel era única, embora tenha alguma semelhança com o existencialismo e a fenomenologia amplamente interpretadas. Ele insistiu que a filosofia começou com uma experiência concreta e não com abstrações. Para esse fim, ele faz uso constante de exemplos para fundamentar as idéias filosóficas que está investigando. O método em si consiste em “trabalhar ... da vida para o pensamento e depois do pensamento para a vida novamente, para que alguém possa tentar lançar mais luz sobre a vida”. Assim, essa filosofia é uma espécie de "descrição que se baseia nas estruturas que a reflexão elucida a partir da experiência".
“O que significa filosofar concretamente?” A questão, originalmente posta por Marcel em seu Esboço de uma filosofia concreta (1940), enfoca o
estatuto mais próprio da filosofia, bem como o seu modus operandi. Dessa maneira, o filósofo se pergunta pelo “ser” estando ele mesmo imerso no mistério que o ser constitui.

## Outras abordagens
Vale mencionar que, No Brasil, o filósofo Mário Ferreira dos Santos nomeou seu sistema de filosofia concreta. Tal abordagem é totalmente distinta da de Marcel. A do brasileiro se caracteriza, sobretudo, pela tentativa de metamatematizar a filosofia, dentro de um critério pitagórico, compreendendo 258 teses com demonstrações análogas às da geometria. Mário tentou sustentar essa abordagem sobre critérios apodíticos, que, a seu ver, eram válidos para todas as ciências.